# Heiderose Häsler
Heiderose Häsler (* 19. Februar 1953 in Dresden) ist eine deutsche Filmemacherin, Journalistin und Autorin.

## Leben
Häsler studierte von 1972 bis 1976 an der Sektion Journalistik in Leipzig. Beim DDR-Fernsehen arbeitet sie als Korrespondentin in den Bezirken Neubrandenburg und Cottbus, beispielsweise für die Aktuelle Kamera, und baute dort die Bezirksbüros auf. Nach der politischen Wende produzierte sie für die Umweltredaktion OZON beim Deutschen Fernsehfunk zahlreiche Beiträge und Filme und wurde mit Gründung des ORB Redakteurin von OZON (zusammen mit Hartmut Sommerschuh).
Neben ihrer Arbeit als Redakteurin entstanden zahlreiche Dokumentarfilme.

## Filmografie (Auswahl)
- 1985: Erst in die Kohle, dann in den See (Dokumentarfilm)
- 1998: Verbotene Wildnis (Dokumentarfilm)
- 2001: Der lange Weg zum Dach der Welt (Dokumentarfilm)[2]
- 2003: Rodeo am Himmel (Dokumentarfilm)
- 2007: Mit Sturmjägern unterwegs – Tornados in Deutschland (Dokumentarfilm)[3]
- 2008: Der Pflanzenprofessor (Dokumentarfilm)
- 2014: Von Strausberg zum Mount Everest – Forschungsabenteuer im Hightech-Segler (Dokumentarfilm)[4]
- 2018: Verbotene Wildnis – Naturwunder nach der Kohle (Dokumentarfilm)
- 2023: Die grüne Arche. Wildpflanzenschutz in Deutschland (Dokumentarfilm – zusammen mit Iduna Wünschmann)

## Preise (Auswahl)
- 2000: Bruno H. Schubert-Preis, Kategorie 1, für Verbotene Wildnis
- 2001: Preis des Bundesumweltministers Ökomedia für Verbotene Wildnis
- 2002: Umweltmedienpreis in der Kategorie Fernsehen/Film
- 2003: Hauptpreis Umweltfilmfestival Ekotop für Wunderwelt nach der Kohle
- 2008: Medienpreis Extremwetterkongress, Kategorie TV-Dokumentation, für Mit Sturmjägern unterwegs
- sowie zahlreiche Preise zusammen mit der OZON-Redaktion zwischen 1992 und 2008